# Henrich Sliosberg

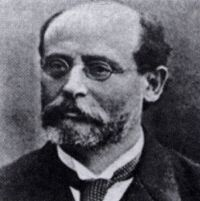
Henrich Borissowitsch Sliosberg

Henrich Borissowitsch Sliosberg (russisch Генрих Борисович Слиозберг; * 1863 in Mir; † 1937 in Paris) war ein belarussisch-russischer Jurist.

## Leben
Henrich Sliosberg stammte aus einer Lubawitsch-chassidischen Familie. Sein Vater Schaja-Boruch Sliosberg kam aus Nalibaki, studierte in der Jeschiwa in Mir und heiratete Esfir Nochim-Dawidowna Oschmjanska. Als Henrich ein Jahr alt war, erhielt sein Vater eine Melamed-Stelle in Poltawa, so dass die Familie dorthin umzog. Dort wohnte bereits die Familie seiner Mutter, deren Vater ebenfalls Melamed war. Henrich erhielt die traditionelle jüdische Bildung im Cheder. 1875–1882 besuchte er das Gymnasium in Poltawa. Darauf studierte er an der juristischen Fakultät der Universität St. Petersburg mit Abschluss 1886. Er vertiefte nun seine Studien an den Universitäten Heidelberg, Leipzig und Lyon. Nach seiner Rückkehr bestand er 1889 an der Universität St. Petersburg die Prüfung für den Magister des Strafrechts.
1893 wurde Sliosberg als vereidigter Rechtsanwalt zugelassen, aber nicht bestätigt gemäß dem Gesetz von 1889 zur Einschränkung der Rechte der Juden, so dass er nur als Rechtsanwaltsassistent arbeiten konnte. Erst 1904 wurde er als Rechtsanwalt bestätigt. 1906 stellte ihn der neue Premierminister Stolypin als Rechtsberater der Wirtschaftsabteilung des Innenministeriums in St. Petersburg ein. Auch bearbeitete er als Assistent des Oberprokurators und Obersekretärs des Kassationsdepartments G. I. Trachtenberg Beschwerden an den Regierenden Senat.
Seit der Verkündung des Gesetzes zur Einschränkung der Rechte der Juden 1889 setzte Sliosberg sich ein für die Rechte der Juden im Kaiserreich Russland. Er untersuchte die rechtliche und wirtschaftliche Lage der jüdischen Bevölkerung und veröffentlichte unter dem Pseudonym Uleinikow Lew Binstoks Materialien zu den jüdischen Kolonien in den Gouvernements Cherson und Jekaterinoslaw. Er beteiligte sich an der Arbeit der Kommission des Kongresses der Vereinigten Staaten zur Untersuchung der Gründe der Emigration der Juden aus Russland sowie an der Arbeit der Allrussischen Rabbinerkommission 1894, und er nahm am Kongress der jüdischen Parteien in Kaunas 1909 teil. Nach dem Pogrom in Kischinau 1903 beriet er die Opfer anwaltlich bei Klagen gegen die Verwaltungen der zerstörten Städte. Auch spielte er eine führende Rolle in dem von Naphtali Günzburg gegründeten Hilfskomitee für die Pogromopfer. Zusammen mit Maxim Winawer und Oskar Grusenberg gehörte Sliosberg 1905 zu den Gründern der antizionistischen Union für die Erreichung der vollen Rechte des jüdischen Volkes in Russland, die 1907 die Folksgrupe wurde. Während der Beilis-Affäre gründete er zusammen mit Arnold Margolin das Beilis-Verteidigungskomitee, das die Suche nach den wahren Schuldigen durch private Ermittlungen finanzierte.
Sliosberg hielt Vorlesungen über die Geschichte der Gesetzgebung über die Juden in Russland in den Orientalistik-Kursen des Barons David Günzburg und veröffentlichte Aufsätze zu jüdischen Problemen in Zeitungen und Zeitschriften. Auch beteiligte er sich an der Arbeit der Strafrechtsabteilung der St. Petersburger Juristischen Gesellschaft. In seinen Veröffentlichungen kritisierte er die Arbeiten von Cesare Lombroso, Enrico Ferri und anderen, die seiner Meinung nach der Soziologie eine zu große Bedeutung für das Strafrecht zuwiesen. 1899–1903 gab er die Zeitschrift der Juristischen Gesellschaft heraus.
Sliosberg folgte rechten Ansichten und wandte sich der Konstitutionell-Demokratischen Partei (Kadetten) zu. Bald nach der Oktoberrevolution wurde er verhaftet, und nach kurzer Gefängnishaft emigrierte er nach Finnland und dann weiter nach Frankreich. In Paris leitete er die Gemeinde der russischen Juden. 1933 gründete er mit anderen die Gesellschaft der Freunde der Morgendämmerung, Wochenzeitung der Föderation der russisch-ukrainischen Zionisten in der Emigration.
Sliosberg war aktiver Freimaurer. 1921 wurde er in die Freimaurerloge Teba Nr. 347 unter dem Dach der Grande Loge de France aufgenommen. Er arbeitete nun unter der Leitung L. D. Kandaurows.
1934 klagten in der Schweiz jüdische Organisationen gegen die Veröffentlichung der Protokolle der Weisen von Zion einer lokalen nazistischen Organisation. Bei dem Berner Prozess trat Sliosberg als Zeuge auf, und das Gericht kam zu dem Urteil, dass die Protokolle eine Fälschung seien.